# 雷諾茲縣 (密蘇里州)
雷諾茲县（英語：Reynolds County）是美國密蘇里州東南部的一個縣。面積2,109平方公里。根據美國2000年人口普查，共有人口6,689人。縣治申特維爾 （Centerville）。
成立於1845年2月25日。縣名紀念州議員、州長湯瑪斯·雷諾茲。